# Michael Cowpland
Michael Cowpland (Bexhill-on-Sea, 23 d'abril de 1943) és un emprenedor i empresari canadenc d'origen anglès, fundador i expresident de Corel, una empresa de programari canadenca.